# HMCS Huron (G24)
HMCS Huron (G24) là một tàu khu trục lớp Tribal được xưởng tàu của hãng Vickers-Armstrongs tại sông Tyne, Anh Quốc chế tạo cho Hải quân Hoàng gia Canada, và đã phục vụ trong Chiến tranh Thế giới thứ hai và Chiến tranh Triều Tiên. Nó là chiếc tàu chiến đầu tiên của Canada mang cái tên này.
Huron được đưa về thành phần dự bị vào ngày 20 tháng 4 năm 1963; nó bị tháo dỡ tại vào tháng 8 năm 1965.
Tháp pháo 4 inch (102 mm) nòng đôi trên bệ góc cao Mk XIX tháo dỡ từ Huron được trao tặng cho Học viện Quân sự Hoàng gia Canada tại Kingston, Ontario.

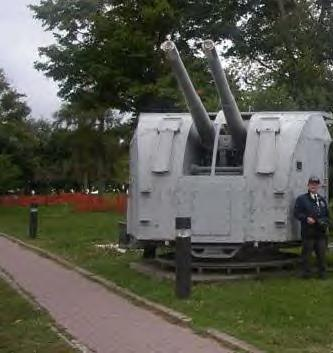
Tháp pháo X của Huron tại Học viện Quân sự Hoàng gia Canada